# مارک اچارری
مارک اچارری (انگلیسی: Marc Echarri؛ زادهٔ ۴ مارس ۱۹۹۹) بازیکن فوتبال است.
از باشگاه‌هایی که در آن بازی کرده‌است می‌توان به باشگاه فوتبال رایو وایکانو اشاره کرد.